# Катаев, Владимир Борисович
Влади́мир Бори́сович Ката́ев (род. 12 июля 1938, Челябинск) — советский и российский литературовед, специалист по творчеству А. П. Чехова. Доктор филологических наук, профессор, заведующий кафедрой истории русской литературы филологического факультета МГУ (с 1994), председатель Чеховской комиссии Научного совета РАН по истории мировой культуры (с 1996).

## Биография
Родился 12 июля 1939 года в Челябинске в семье служащих.
Окончил филологический факультет МГУ (1960) и аспирантуру там же (1965). Был членом КПСС (с 1975). Работал в районной газете «Знамя Октября» на Ставрополье (1960—1961), в челябинской многотиражной газете «Молодой учитель» (1961—1962). С 1964 года печатается как историк русской литературы в журнале «Вопросы литературы».
Преподавал в Челябинском педагогическом институте (1965—1967). С 1968 года в работает в МГУ, с 1994 года — заведующий кафедрой истории русской литературы. Ответственный редактор журнала «Чеховский вестник» (с 1997), главный редактор «Чеховской энциклопедии» (2011). Заслуженный профессор МГУ (2012).
Работы В. Б. Катаева переводились на хинди, английский, китайский, немецкий, словенский, французский, японский, датский, корейский, норвежский, польский языки.

## Награды
- Медаль «В память 850-летия Москвы» (1997).
- Заслуженный деятель науки Российской Федерации (2002).
- Лауреат народной премии «Светлое прошлое» (Челябинск, 2023).
- Благодарность Президента Российской Федерации (5 января 2025 года) — за заслуги в подготовке высококвалифицированных специалистов, научно-педагогической деятельности и многолетнюю добросовестную работу[1].

## Основные работы
Монографии
- Проза Чехова: проблемы интерпретации. М.: Изд-во МГУ, 1979;
- Литературные связи Чехова. М.: Изд-во МГУ, 1989;
- Чехов и Германия: постановка проблемы. Tübingen, 1994 (2-е изд., там же);
- Рихард Вагнер и русские писатели XIX века (неизученные проблемы). Tübingen, 1997;
- Сложность простоты: рассказы и пьесы Чехова. М.: Изд-во МГУ, 1998 (4-е изд. 2005);
- If only we could know… An Interpretation of Chekhov. Chicago: Ivan Dee, 2002—2003;
- Игра в осколки: судьбы русской классики в эпоху постмодернизма. М.: Изд-во МГУ, 2003;
- Чехов плюс… М.: Языки славянской культуры, 2004;
- От смешного до великого. Лекции о творчестве Чехова. — Каир, 2006.
- К пониманию Чехова. М.: Изд-во ИМЛИ, 2018.

Составитель и редактор
- Спутники Чехова. М., 1982 (редактор);
- Переписка Чехова. Т. 1-2. М., 1984 (2-е изд. в 3 т. М., 1997; совм. с М. П. Громовым и А. М. Долотовой);
- Река времён: история России в художественной литературе. М.Русский язык, 1986 (2-е изд. 1988);
- Anton P. Čechov — Philosophische und Religiose Dimensionen im Leben und im Werk (совм. с Р.-Д.Клуге и Р.Нохейль). München: Verlag Otto Sagner, 1997;
- История русской литературы XIX века. 70 — 90-е годы (совм. с В. Н. Аношкиной и Л. Д. Громовой); М.: МГУ. 2001.
- А. П. Чехов: энциклопедия. М., 2011;
- Борис Катаев. Повседневность и война. Челябинский дневник 1941, 1943, 1944. СПб.: изд.дом ПервоГрад, 2016.